# جله جیم
جله جیم (به انگلیسی: Jallah Jeem) یک شهر در پاکستان است که در ناحیه وهاری واقع شده‌است. جله جیم ۱۱۶ متر بالاتر از سطح دریا واقع شده‌است.